# Boumdeid (departement)
Boumdeid är ett departement i Mauretanien.   Det ligger i regionen Assaba, i den centrala delen av landet.